# Loriol-du-Comtat
Loriol-du-Comtat is een gemeente in het Franse departement Vaucluse (regio Provence-Alpes-Côte d'Azur) en telt 2125 inwoners (2005). De plaats maakt deel uit van het arrondissement Carpentras.

## Geografie
De oppervlakte van Loriol-du-Comtat bedraagt 11,3 km², de bevolkingsdichtheid is 188,1 inwoners per km².
De onderstaande kaart toont de ligging van Loriol-du-Comtat met de belangrijkste infrastructuur en aangrenzende gemeenten.

## Demografie
Onderstaande figuur toont het verloop van het inwonertal (bron: INSEE-tellingen).